# Stocker (Familienname)
Stocker ist ein deutscher Familienname.

## Herkunft und Bedeutung
Bei Stocker handelt es sich um einen Berufs- bzw. Wohnstättennamen.

## Namensträger

### A
- Abraham Stocker (1825–1887), Schweizer Politiker (liberal)
- Achim Stocker (1935–2009), deutscher Fußball-Funktionär
- Albert Stocker (1918/1919–nach 1963), Schweizer Fabrikant und Gründer der „Volksbewegungspartei/Aktion gegen die Überfremdung durch Südländer“
- Alfred Müller-Stocker (* 1938), Schweizer Unternehmer
- Anita Stocker (* 1962), deutsche Journalistin, Chefredakteurin der Zeitschrift test der Stiftung Warentest
- Arno Stocker (* 1956), deutscher Klavierstimmer, Klavierrestaurator und Klavierdesigner

### B
- Bruce A. D. Stocker (1917–2004), US-amerikanischer Mikrobiologe und Immunologe

### C
- Carl Stocker (?–1932), deutscher Pferdesportjournalist
- Carl Wilhelm Friedrich Ludwig Stocker (1832–1900), deutscher evangelischer Pfarrer und Heimatforscher
- Carlotta Stocker (1921–1972), Schweizer Bildende Künstlerin
- Caroline Stocker-Caviezel (1829–1914), Schweizer Frauenrechtlerin
- Christian Stocker (* 1960), österreichischer Politiker (ÖVP) und Bundeskanzler
- Christoph Stocker (* 2001), österreichischer Schauspieler

### D
- Daniel Stocker (1865–1957), deutscher Bildhauer
- Darja Stocker (* 1983), Schweizer Theaterautorin

### E
- Erhard Stocker (* 1951), Schweizer Schriftsteller
- Erich Stocker (* 1942), österreichischer Geograph
- Ernst Stocker, bekannt als Coghuf (1905–1976), Schweizer Maler, Zeichner und Bildhauer
- Ernst Stocker (Politiker) (* 1955), Schweizer Politiker
- Esther Stocker (* 1974), italienische Malerin

### F
- Ferry Stocker (* 1961), österreichischer Ökonom
- Franz Stocker (Politiker) (* 1933), österreichischer Politiker (ÖVP)
- Franz August Stocker (1833–1892), Schweizer Journalist und Schriftsteller
- Franz Xaver Stocker (1809–1875), deutscher Arzt und badischer Revolutionär 1848/49
- Fridolin Stocker (1898–1964), Schweizer Pädagoge und Schriftsteller
- Friedrich Stocker (1859–1921), Schweizer Augenarzt und Rotkreuz-Funktionär
- Fritz Stocker (1894–1967), deutscher Kommunalpolitiker, Landrat des oberbayerischen Landkreises Schrobenhausen
- Fritz Stocker (Radsportler) (1920–2007), Schweizer Radrennfahrer

### G
- Gangolf Stocker (1944–2021), deutscher Maler, Kommunalpolitiker und ehemaliger Sprecher des Aktionsbündnisses gegen das Projekt Stuttgart 21
- Gerda Stocker-Meyer (1912–1997), Schweizer Journalistin und Frauenrechtlerin
- Gerfried Stocker (* 1964), österreichischer Medienkünstler, Musiker, Kulturmanager und Leiter des Ars Electronica Center in Linz
- Gerhard Stocker (* 1951), österreichischer Manager

### H
- Hans Stocker (um 1453–1513), deutscher Mediziner, siehe Johann Stocker (Mediziner)
- Hans Stocker (Maler) (1896–1983), Schweizer Maler
- Hans Stocker (Politiker) (1929–2008/2009), deutscher Politiker (SPD)
- Harald Stocker (* 1969), deutscher Wissenschaftsjournalist
- Heini Stocker (* 1973), liechtensteinischer Fußballspieler
- Helmut Stocker (* 1929), deutscher Fußballspieler
- Helmuth Stocker (1938–2021), österreichischer Politiker (SPÖ)
- Hermann Stocker (1922–nach 1984), Schweizer Militär und Direktor des Bundesamts für Transporttruppen

### I
- Ilse Dvorak-Stocker (1922–2011), österreichische Verlegerin, Leiterin des Leopold Stocker Verlages

### J
- Johann Stocker (Mediziner) (auch Hans Stocker; um 1453–1513), deutscher Mediziner
- Johann Stocker (Politiker) (1814–1870), Schweizer Buchhändler, Jurist und Politiker
- Johann Stocker (Fußballspieler) (* 1963), österreichischer Fußballspieler
- Johann Joseph Ludwig Stocker (1825–1908), Schweizer Maler
- Jörg Stocker (um 1461–1527), deutscher Maler
- Josef Stocker (Maler) (1825–1908), Schweizer Maler
- Josef Stocker (Musiker) (1898–1949), Schweizer Klarinettist
- Josef Stocker (Fußballspieler) (* 1961), österreichischer Fußballspieler
- Josef Stocker-Schmid (1913–1970), Schweizer Verleger
- Julien Stocker (* 1991), Schweizer Politiker und Gesundheitswissenschaftler

### K
- Karl Stocker (Germanist) (1929–2017), deutscher Germanist, Didaktiker und Hochschullehrer
- Karl Stocker (Kulturwissenschaftler) (* 1956), österreichischer Historiker, Kulturwissenschaftler, Ausstellungsregisseur und Hochschullehrer
- Klaus Stocker (* 1967), österreichischer Fußballspieler und -trainer
- Kurt Stocker (* 1954), österreichischer Filmproduzent

### L
- Laurent Stocker (* 1973), französischer Schauspieler
- Leopold Stocker (1886–1950), österreichischer Verleger, Politiker (GdP) und Abgeordneter zum Nationalrat
- Ludwig Stocker (* 1932), Schweizer Bildhauer und Maler

### M
- Manfred Stocker (1966–2006), österreichischer Koch
- Manuel Stocker (* 1991), Schweizer Radrennfahrer
- Maria Stocker (1885–1969), österreichische „Gerechte unter den Völkern“
- Mario Stocker (* 1997), Schweizer Unihockeyspieler
- Martha Stocker (* 1954), italienische Politikerin (Südtirol)
- Martin Stocker (* 1979), österreichischer Skirennläufer
- Max Stocker (1855–1909), Schweizer Ingenieur
- Michael Stocker  (Funktionär) (1911–2003), deutscher Rechtsanwalt und Verbandsfunktionär
- Michael Stocker (Grasskiläufer) (* 1983), österreichischer Grasskiläufer
- Monika Stocker (* 1948), Schweizer Politikerin (GP)
- Monika Stocker (Künstlerin) (* 1950), Schweizer Keramikkünstlerin

### N
- Nicolas Stocker (* 1988), Schweizer Jazzmusiker
- Nikolaus Stocker (vor 1424–1460), Abt im Kloster St. Blasien im Südschwarzwald

### O
- Oskar Stocker (* 1956), österreichischer Maler
- Otto Stocker (1888–1979), deutscher Botaniker

### P
- Paul Stocker (1952–2025), US-amerikanischer Jazzmusiker
- Peter Stocker (* 1953), deutscher Fußballspieler

### Q
- Quirin Stocker (* 1996), deutscher Eishockeyspieler

### R
- Reinhard F. Stocker (* 1944), Schweizer Biologe und Hochschullehrer
- Richard Stocker (1832–1918), deutscher Tenor
- Rudolf Stocker (1879–1949), deutscher Bildhauer

### S
- Sandro Stocker (* 1993), Schweizer Schauspieler
- Siegfried Stocker (1944–2016), deutscher Unternehmer
- Sigmar Stocker (* 1969), italienischer Politiker (Südtirol)
- Simon Stocker (* 1981), Schweizer Politiker
- Stefan Stocker (1845–1910), ungarischer Komponist

### T
- Theodor Stocker (Funktionär, 1910) (1910–1985), Schweizer Agrarverbandsfunktionär
- Theodor Stocker (Funktionär, 1934) (1934–2017), Schweizer Altenheimleiter und Verbandsfunktionär
- Thomas Stocker (* 1959), Schweizer Klimaforscher

### V
- Valentin Stocker (* 1989), Schweizer Fußballspieler
- Viktor Stocker (* 2009), tschechischer Akkordeonist und Komponist

### W
- Walter Russel Stocker jr. (1925–2003), US-amerikanischer Schauspieler und Regisseur
- Werner Stocker (Jurist) (1904–1964), Schweizer Jurist und Politiker (SP)
- Werner Stocker (Verleger) (* 1950), Schweizer Verleger
- Werner Stocker (Schauspieler) (1955–1993), deutscher Schauspieler
- Werner Stocker (Bobfahrer) (* 1961), Schweizer Bobfahrer
- Wilhelm Stocker (Agrarwissenschaftler) (1899–1979), deutscher Milchwissenschaftler
- Wilhelm Stocker (Physiker) (1940–2018), deutscher Physiker
- Wolfgang Dvorak-Stocker (* 1966), österreichischer Verleger und Publizist